# József Rippl-Rónai

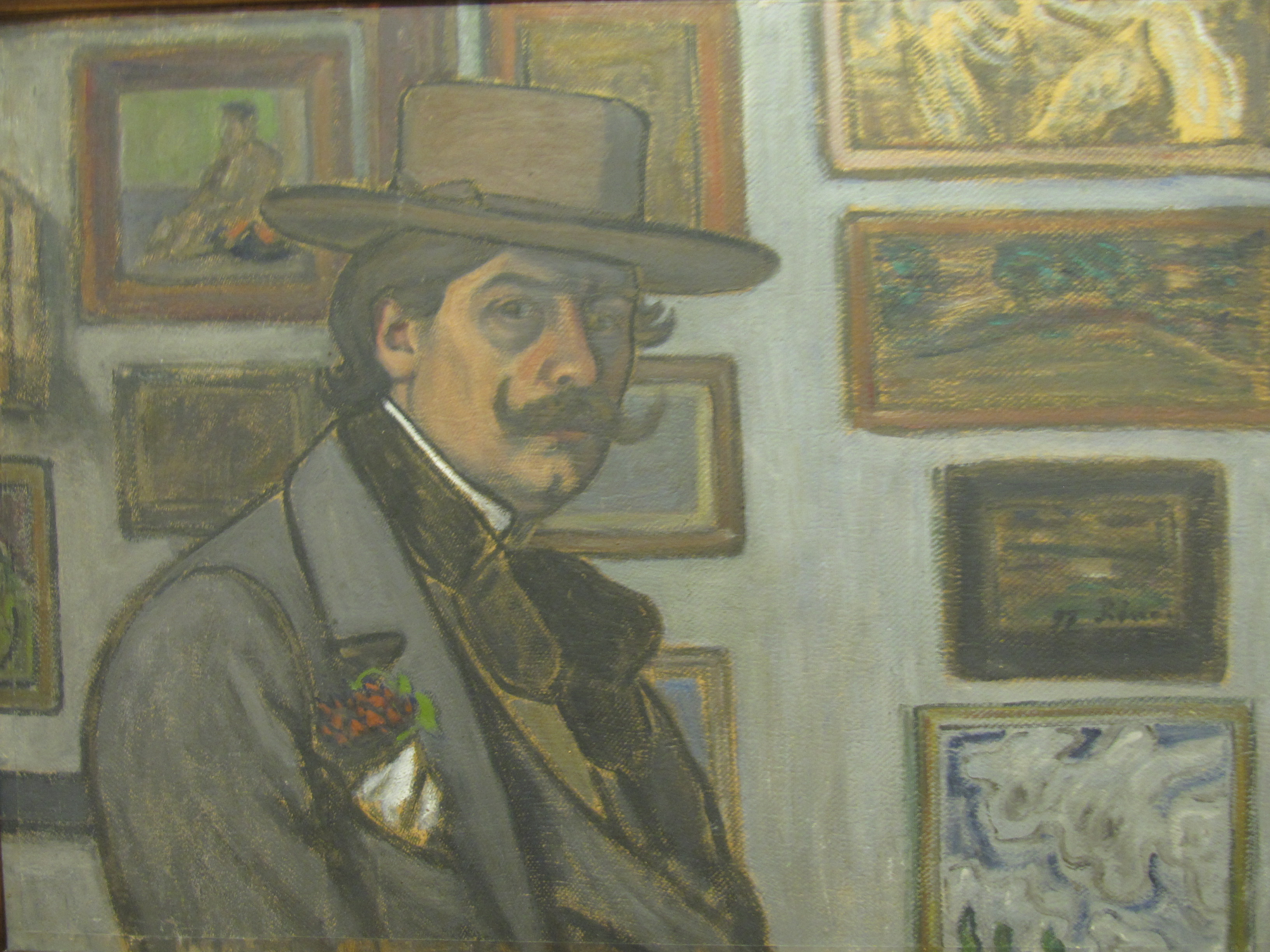
Autoportret cu pălărie maro, 1897, Galeria Națională Maghiară, Budapesta

József Rippl-Rónai (n. 23 mai 1861, Kaposvár, județul Somogy, Ungaria – d. 25 noiembrie 1927, Kaposvár, județul Somogy, Ungaria) a fost un pictor maghiar, unul din cei mai originali artiști ai Belle Époque.

## Biografie
Jozsef Rippl-Rónai s-a născut pe data de 23 mai 1861 la Kaposvár, fiu al directorului școlii din oraș. Și-a început studiile la gimnaziul din Kaposvár, apoi a obținut la Budapesta diploma de farmacist. Între timp a început să deseneze și să picteze în culori. În 1884 pleacă la München unde se înscrie la Academia de Arte, în clasa cu modele vii a lui Ludwig von Herterich. Pentru anii 1885 și 1886 primește o bursă din partea Comisiei Naționale Maghiare de Arte Plastice. Pleacă la Paris, unde - după o perioadă de ucenicie în atelierul lui Mihály Munkácsy⁠(en)[traduceți] - frecventează pentru scurta vreme Academia Julian. Evoluția ulterioară a lui Rippl-Rónai este marcata de prietenia cu pictorul scoțian James Pitcairn-Knowles, cu care folosește în comun un atelier în Neuilly. Prin Knowles are contact cu stilul mișcării prerafaelite.
O influență deosebită asupra lui Rippl-Rónai este exercitată de gruparea Nabis, la expozițiile căreia participă cu mai multe tablouri. Prima expoziție individuală a pictorului s-a deschis în martie 1892 în clădirea ambasadei austro-ungare de la Paris. În 1894 expune lucrarea "Bunica mea", cu care obține un deosebit succes. Tratarea simplă, aproape decorativă a suprafețelor și conturarea formelor cu negru, precum și decuparea subiectului principal de fond prin contrast valoric a atras nu numai atenția, ci și laudele lui Gauguin, care avea un stil asemănător.

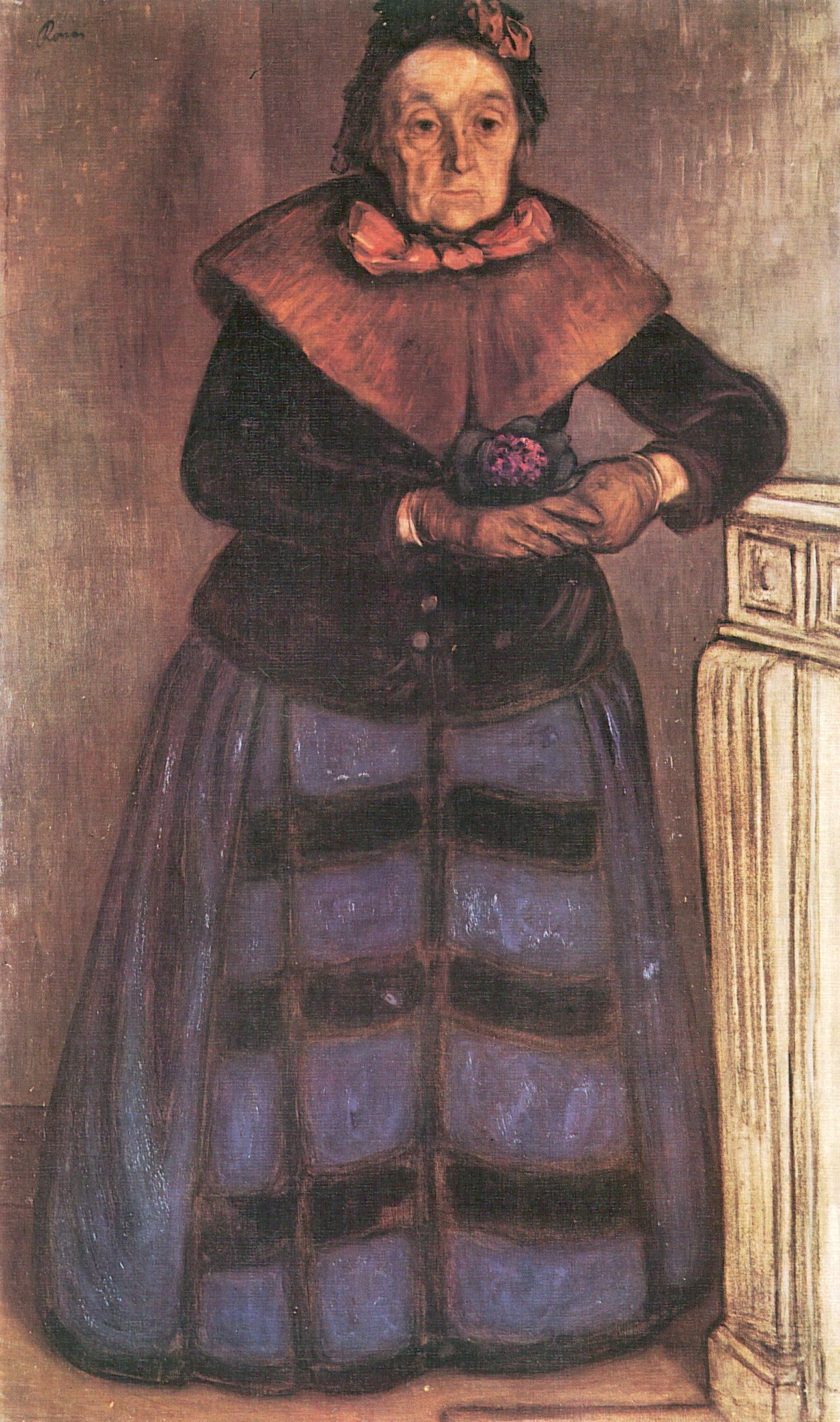
Bunica mea, 1894, Galeria Națională Maghiară, Budapesta

În anul 1897 a expus la galeria "S. Bing" din Paris, secțiunea Art Nouveau. Rippl-Rónai a participat pentru ultima dată în 1898 la o expoziție împreuna cu gruparea Nabis la galeria "Durand-Ruel". Cu prilejul unei călătorii la Banyuls-sur-Mer, o așezare situată la poalele munților Pirinei, este fascinat de împrejurimi, de culorile puternice ale locurilor, ceea ce îl determină să picteze peisaje după natură, care constituie o trecere spre o cromatică luminoasă, pătrunsă, și în redarea interioarelor.
În anul 1901 a părăsit pentru totdeauna Parisul și s-a mutat la Somogyaszaló, la fratele său Ödön. În timpul verii a călătorit la Ostende, în Belgia. A fixat în numeroase pasteluri atmosfera de vară a stațiunii de la malul mării. În februarie 1902 s-a stabilit definitiv la Kaposvár. Tema principală a tablourilor sale devine ilustrarea interioarelor. În 1902 și-a expune operele la Palatul Merkur din Pesta.
În anul 1906 a fost organizată o expoziție reprezentativă cu 318 opere ale sale la Salonul Könyves Kálmán. Această expoziție i-a adus succesul total și recunoașterea unanimă.
În anul 1908 a luat naștere Cercul Impresioniștilor și Naturaliștilor Maghiari, grupul de artiști MIÉNK. Liderii asociației sunt Pál Szinyei Merse, Károly Ferenczy și Rippl-Ronai. La prima lor expoziție de la ""Salonul National" au fost prezentate curentele contemporane moderne.
Începutul anilor 1910 i-a adus numai succese: în anul 1911 are o expoziție retrospectivă în sala din piata "Kristóf" a Casei Artiștilor, în anul 1912 statul îi cumpără tabloul întitulat "Bunica mea", în același an expune tablouri în Frankfurt, München și Köln. În anul 1914 la Künstlerhaus din Viena primește marele premiu de stat cu medalie de aur pentru tabloul care îl înfățișează pe artistul francez "Maillol".
În timpul primului razboi mondial execută o serie de desene inspirate de război. Devine corespondent de război pe frontul sârbesc, unde lucrează împreună cu pictorul austriac Kokoschka.
Urmează o perioadă în care realizează mai ales pasteluri care înfățișează portrete feminine, modelul prferat fiind Elza Bányai, pe care o cunoscuse în 1915. În 1923 se hotărăște să realizeze o galerie a contemporanilor săi în portrete-pastel.
József Rippl-Ronai a murit în vila Roma din Kaposvár pe 25 noiembrie 1927.

## Galerie

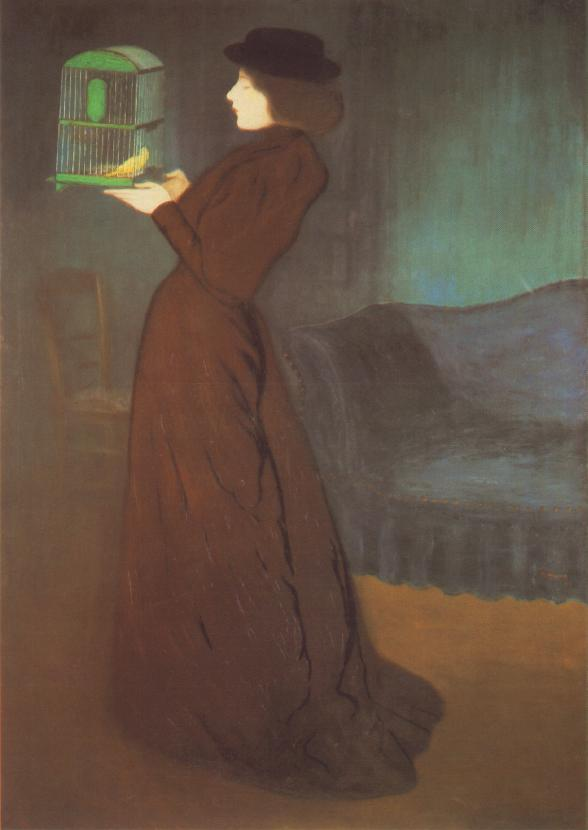
Femeie cu colivie, 1892
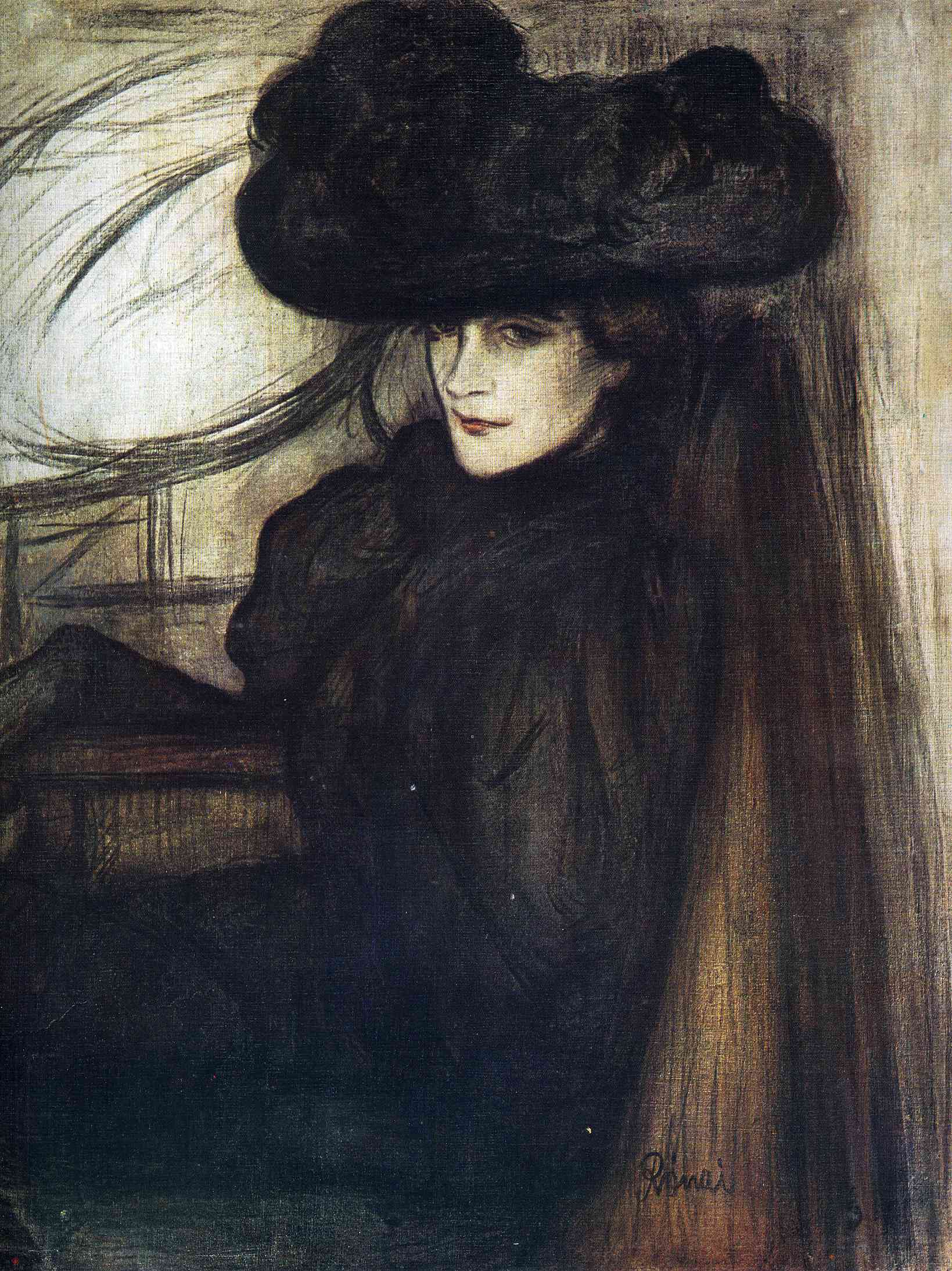
Femeie cu voal negru, 1896
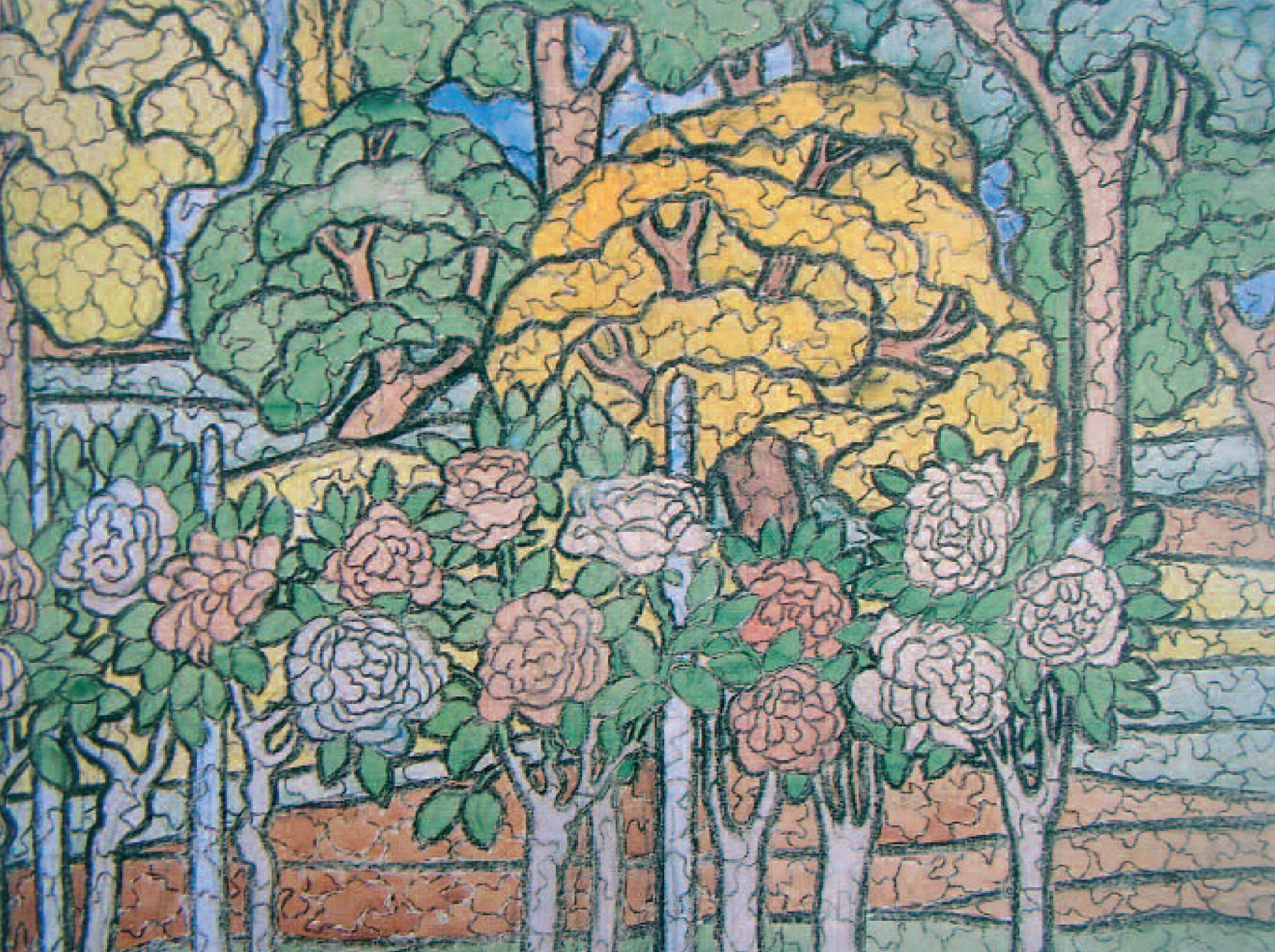
Grădină cu trandafiri, 1899 Cretă și acuarelă pe hârtie
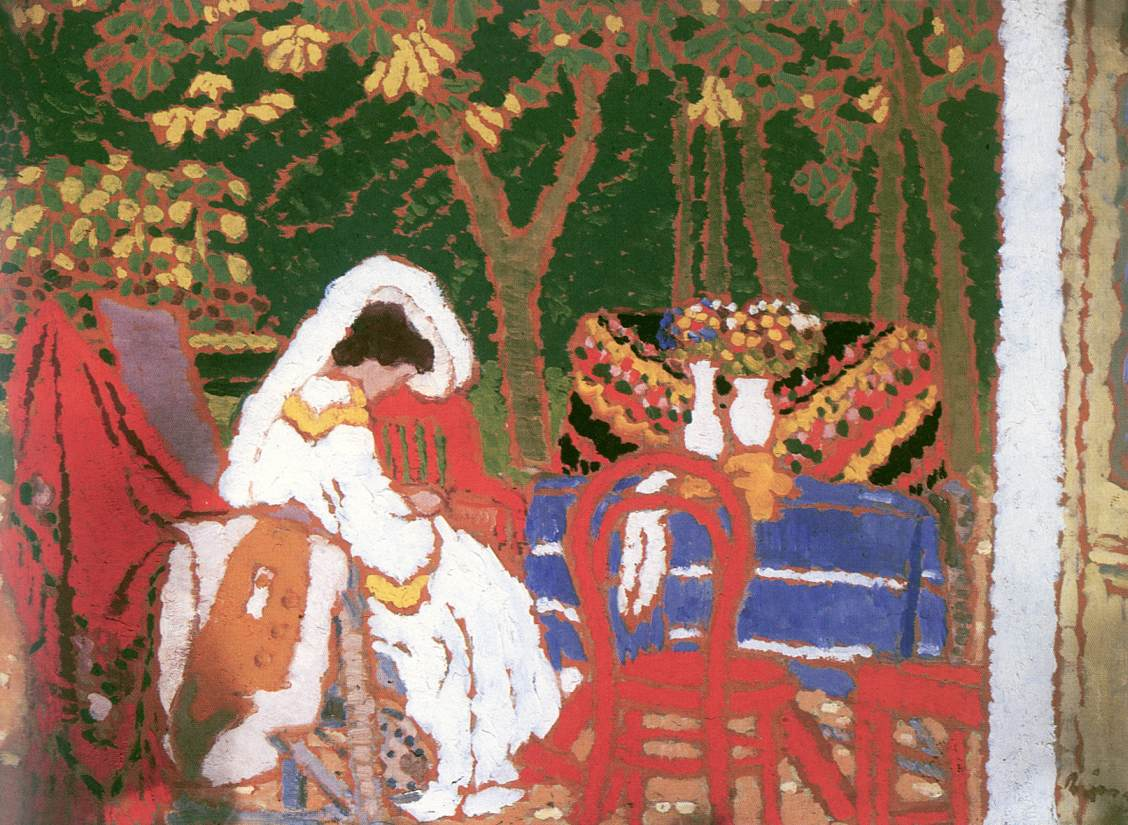
În grădină, 1899

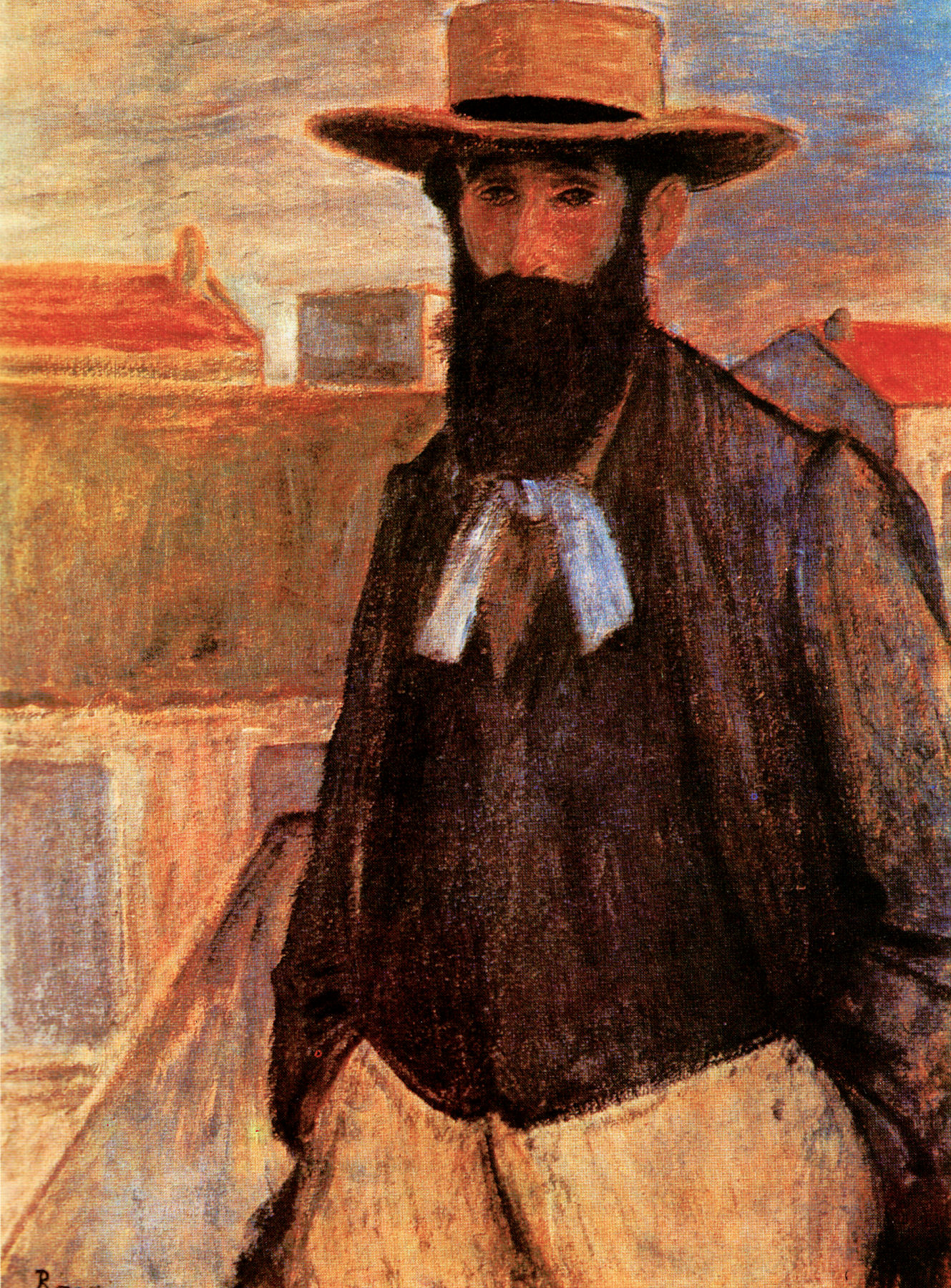
Portretul lui Aristide Maillol, ca. 1899
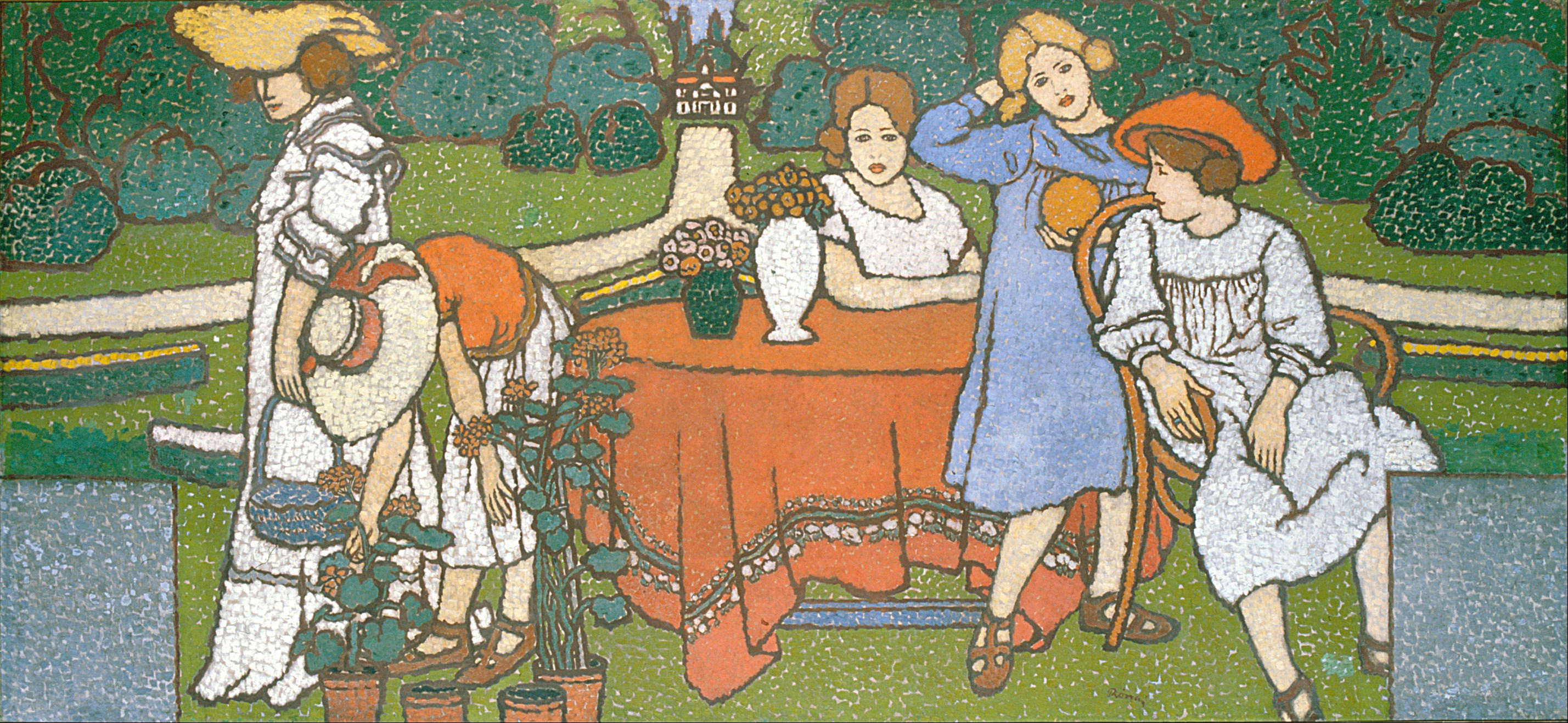
Panou pentru villa Schiffer, 1911
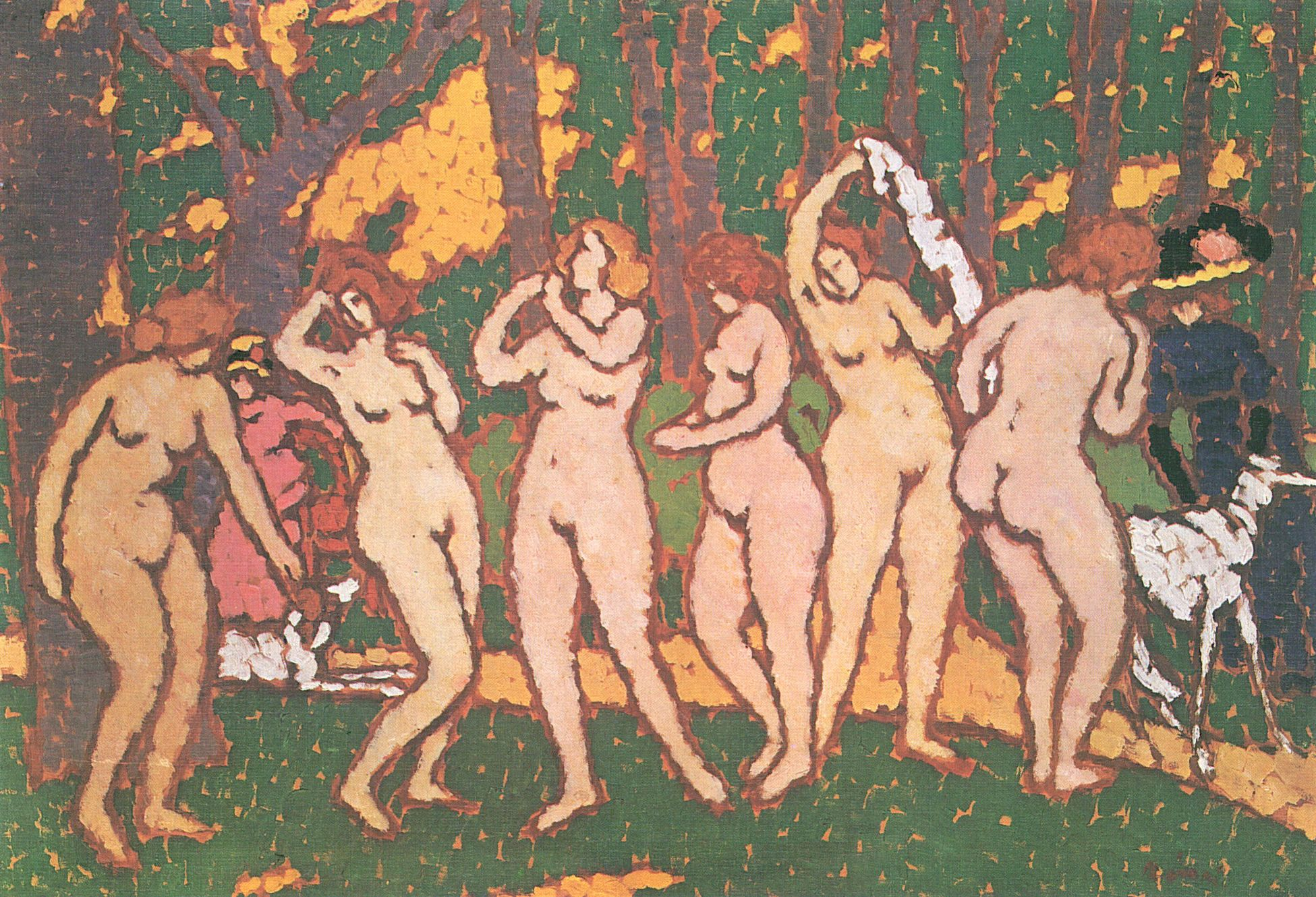
Parc cu nuduri, 1911-1912
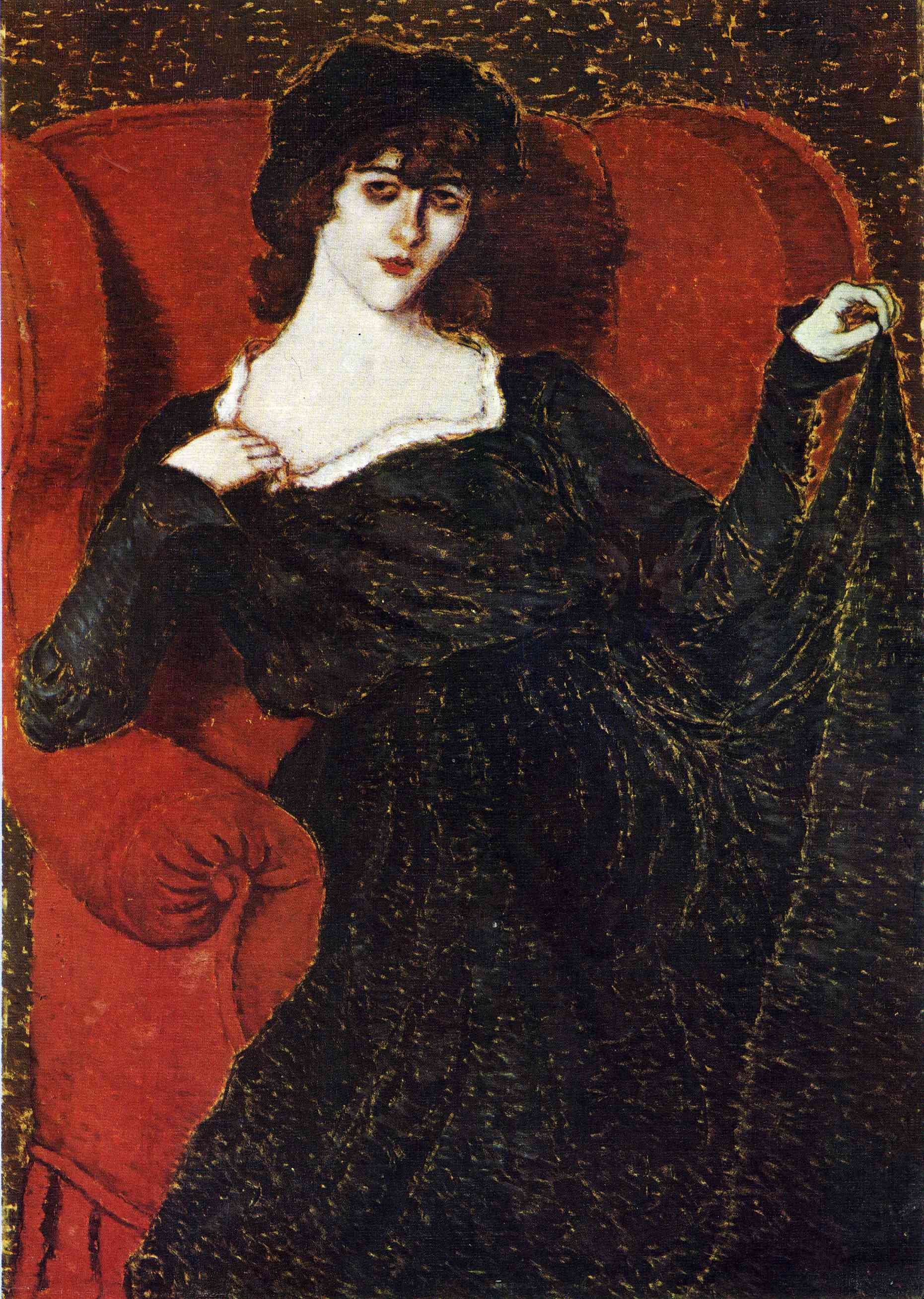
Elza Bányai în rochie neagră, 1919